# NBA Action 98
 (novembre 2019).
NBA Action est un jeu vidéo de basket-ball développé par Visual Concepts Entertainment et édité par Sega sur Saturn, PlayStation et PC (Windows),,,,,,,,,,,,,,,,,,,,,,,,.
La version PlayStation s'intitule NBA Fastbreak '98.